# 미셸 에이커스
미셸 앤 에이커스(영어: Michelle Anne Akers, 1966년 2월 1일~)는 미국의 전직 여자 축구 선수이다. 선수 시절 1991년 FIFA 여자 월드컵과 1999년 FIFA 여자 월드컵에서 미국의 FIFA 여자 월드컵 우승에 공헌했으며 미국 축구 명예의 전당에 헌정된 사람 가운데 한 사람이기도 하다.

## 경력
캘리포니아주 샌타클래라에서 태어났으며 시애틀 근교에서 어린 시절을 보냈다. 쇼어크레스트 고등학교(Shorecrest High School)에서 축구를 시작했으며 고등학교 재학 시절 3차례나 올아메리칸(All-American)에 선정되었다. 센트럴 플로리다 대학교 재학 시절 4차례나 올아메리칸에 선정되었으며 1988-89 센트럴플로리다 올해의 선수로 선정되었다. 1988년 허먼 트로피(Hermann Trophy)를 수상했고 대학에서는 그의 등번호였던 10번을 영구 결번으로 지정했다.
1985년 8월 18일 미국 여자 축구 국가대표팀의 사상 첫 국제 경기인 이탈리아와의 경기(미국은 이탈리아에 0-1로 패함)에 데뷔했으며 그로부터 3일 뒤인 8월 21일에 열린 덴마크와의 경기(미국은 덴마크와 2-2로 비김)에서 대표팀 역사상 첫 득점을 기록했다.
1985년부터 1990년까지 미국 대표팀에서 뛰는 동안 24경기에 출전하면서 15득점을 기록했으며 1991년에는 26경기에 출전하면서 39득점을 기록했다. 1991년 중국에서 열린 FIFA 여자 월드컵에서 10득점(1경기 5득점 포함)을 기록했으며 미국은 노르웨이와의 결승전에서 그의 2득점에 힘입어 사상 첫 FIFA 여자 월드컵 우승을 차지하게 된다.
1996년 애틀랜타 하계 올림픽에서 미국의 금메달 수상에 공헌했고 1998년 굿윌 게임에서도 금메달 수상에 공헌했다. 1990년과 1991년, 1999년 세 차례나 미국 축구 협회가 선정한 미국 올해의 여자 축구 선수로 선정되었으며 1998년 6월 7일에는 축구 발전에 기여한 공로를 인정받아 국제 축구 연맹(FIFA) 최고의 영예인 FIFA 공로상(FIFA Order of Merit)을 수상했다. 1999년 미국에서 열린 FIFA 여자 월드컵에서 미국의 2번째 FIFA 여자 월드컵 우승에 공헌했다.
2000년 시드니 하계 올림픽을 앞두고 현역 은퇴했으며 그가 대표팀에서 뛰는 동안에 기록한 통산 기록은 105득점(미아 햄 다음으로 두 번째로 많은 대표팀 득점 기록)과 어시스트 37개, 개인 점수 247점이었다. 2000년 12월에는 중국의 쑨원과 함께 FIFA가 선정한 20세기 최고의 여자 축구 선수로 선정되었다.
2004년 미아 햄과 함께 펠레가 선정한 현존하는 축구 선수 125명에 관한 목록인 FIFA 100에 선정되었다. 참고로 FIFA 100에 선정된 여자 축구 선수와 미국의 축구 선수는 미아 햄과 미셸 에이커스 단 두 명 뿐이다. 같은 해에는 폴 칼리주리, 에릭 위날다와 함께 미국 축구 명예의 전당에 헌정되었다.
은퇴 이후에는 축구 발전 활동과 집필 활동을 병행하고 있으며 자신이 쓴 저서에서 만성 피로 증후군과 투병 생활을 하고 있다고 고백했다.

## 같이 보기
- 올림픽 축구 메달리스트 목록